# Городковка (Львовская область)
Городковка (укр. Городківка) — село в Меденичской поселковой общине Дрогобычского района Львовской области Украины.
Население по переписи 2001 года составляло 173 человека. Занимает площадь 11,5 км². Почтовый индекс — 82133. Телефонный код — 3244.

## История
В 1946 г. указом ПВС УССР село Груд-Летинский переименовано в Городковку.